# Brad Cox
Brad Cox (Fort Benning, 2 maggio 1944 – Manassas, 2 gennaio 2021) è stato un informatico e matematico statunitense.

## Biografia
Laureato in matematica applicata alla biologia, divenne noto per i suoi lavori riguardanti:
- l'ingegneria del software nel particolare sul riuso dei componenti software
- i componenti software
- il linguaggio di programmazione Objective C da lui sviluppato

Conseguì la laurea in chimica organica e matematica all'università Furman e svolse il dottorato di ricerca nel dipartimento di matematica applicata alla biologia dell'università di Chicago.